# GTS (DJグループ)
GTS（ジーティーエス）は、日本のDJ＆ハウスミュージックユニット。所属はエイベックス。アルバムはavex trax、シングルはAVEX傘下のインディーズレーベルrhythm REPUBLICからリリースされている。

## メンバー
メンバーの頭文字でも、グループの名前になる。
- DJ GEE（浅川真次）
- TURBO
- SATOSHI HIDAKA（日高智）

## 経歴など
GTSという名前の由来は、上記にもあるメンバーの頭文字と「ソウルをグルーブする」という意味の「グルーヴ・ザット・ソウル(Groove That Soul)」より。
現在もクラブDJとして活躍し旧知の仲であるDJGEEとDJTURBOに、コンポーザー･リミキサーとしてMAXIMIZOR/RANDOMIZER名義でavexの初期のダンスサウンドを支えた日高智が出会い結成されたユニットである。ユニット創設時は洋邦楽のヒットナンバーをハウスミュージックにリミックスし人気を得たが、現在はリミックスの他にGTSオリジナル楽曲も制作しており｢Brand new World｣は高須クリニックのTV-CMにも使われた。
現在moveのプロデュースを手がけるt-kimuraこと木村貴志とは旧知の仲であり、木村が組んだユニットFavorite Blueのシングルやアルバムの楽曲に日高智が参加した。Every Little Thing、BoAなどのリミックスアルバムにも参加している。
DJ GEEはマネージメント事務所ARTIMAGEの代表取締役社長である。

## ディスコグラフィー

### シングル
- THROUGH THE FIRE（1996年5月22日）[1]
- Take Me Up To Heaven/Disconnected Love（1996年7月27日）
- Sunshine（1996年11月6日）
- MALAWI ROCKS re-presents GTS The Remixes EP（1996年12月25日）
- BLACK & RARE GROOVE（1997年3月13日）
- BLACK & RARE GROOVE（1997年4月23日）
- SHINE IN MY LIFE（1999年9月29日）
- What Goes Around Comes Around（2001年2月15日）
- Rise Up & Shout（2001年4月7日）
- GROOVE THAT SOUL RARE MIXES（2006年5月31日）

### アルバム
- GROOVE THAT SOUL（1996年8月7日）
- IN THE GROOVE（1996年11月13日）
- LOVE UNLIMITED（1997年5月21日）
- BRAND NEW WORLD（1998年6月10日）
- RE-BIRTH（1999年2月3日）
- FUTURE CLASSICS（1999年10月27日）
- RE-BIRTH 2（2000年6月7日）
- GTS 01（2001年2月28日）
- RISE UP & SHOUT（2001年4月7日）
- COVERSONG ALBUM GREATEST COVER（2001年9月12日）
- POP+underground（2002年3月27日）
- Greatest HITS&WORKS（2002年12月4日）
- CROSSOVER（2003年8月27日）
- CRUSING（2004年2月25日）
- electheque（2005年3月9日）
- Rhythm Paradise（2006年7月5日）
- sparkling beach (2007年8月8日)
- BEST OF HOUSE COVERS The Platinum (2008年8月6日)
- Majestic (2009年9月2日)
- THE BEST 1996-2011 (2011年3月9日)

## 参加作品
- ANOTHER LIFE/SHU - 日高智（2001年）

## 関連人物
- メロディー・セクストン
- ジューン・スタンレー
- 上田正樹
- MALAWI ROCKS